# Carl Axel Hägglund

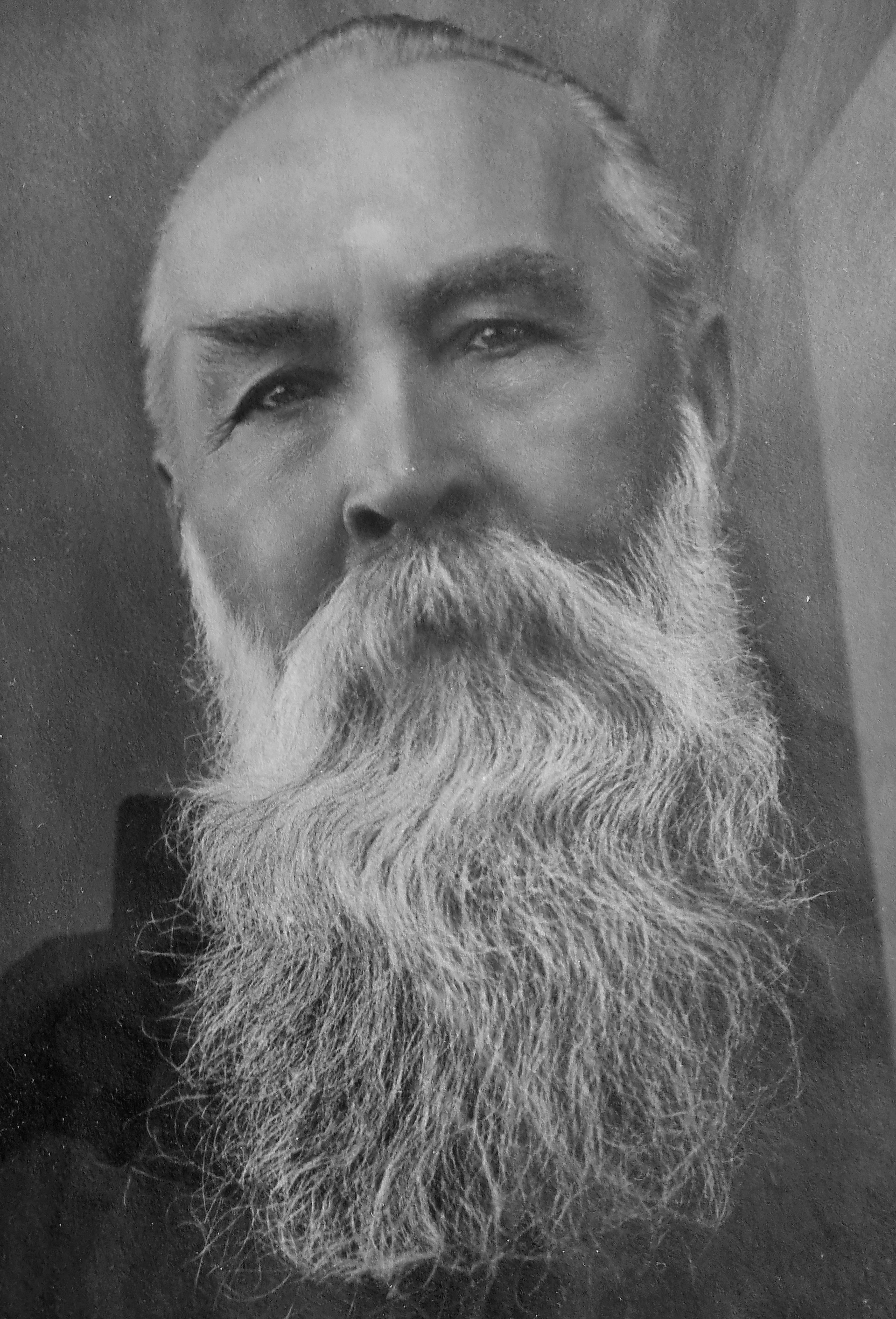
Carl Axel Hägglund

Carl Axel Hägglund, född 27 november 1852 i Gimo, död 5 april 1938 i Uppsala, var en svensk präst och rektor.

## Biografi
Carl Axel Hägglund var son till bruksskomakaren vid Gimo Bruk Fredrik Vilhelm Hägglund och Karolina Ersdotter. Han studerade i Uppsala, tog studentexamen vid Katedralskolan 1872 och blev 1879 teologie kandidat vid Uppsala universitet.

### Präst och lärare
År 1881 tjänstgjorde han som lärare vid Högre allmänna läroverket på Södermalm samt Beskowska skolan i Stockholm.
Han prästvigdes för ärkestiftet i december 1881. I januari 1882 tillträdde han en sju månader lång tjänst som vice pastor i Vallentuna. Samma år lade han fram en avhandling, Samuel och hans tid. Den gav honom lektorsbehörighet, men vid den tiden kunde man inte bli teologie doktor annat än som hedersdoktor. Han promoverades år 1907.
År 1882 blev Carl Axel Hägglund lektor i kristendom och filosofi vid Högre allmänna läroverket i Jönköping, där han stannade till år 1887. Under tiden i Jönköping var han aktiv i kyrkliga sammanhang och ledde ofta gudstjänster i kyrkorna i staden och dess omgivningar.
Mellan 1885 och 1888, gav han ut tidskriften Nytt och gammalt, en "månadsskrift till uppbyggelse för vänner af kristlig sanning och gudaktighet". Han gav även ut olika skrifter med religiöst tema, översatta från tyska.

### Rektor i Östersund
År 1888 tillträdde han tjänsten som rektor vid Östersunds högre allmänna läroverk, en befattning som han lämnade med pension efter 30 år, 1918. Som rektor blev han en drivande kraft i arbetet med att bygga en ny skolbyggnad. Efter många turer kunde den nya läroverksbyggnaden invigas den 31 augusti 1897. Den sammanlagda kostnaden var cirka 100 500 kronor och finansierades delvis med hjälp av en insamling. Delar av byggnaden användes som stomme till den på samma plats senare uppförda Wargentinskolan.
Efter pensioneringen verkade han sammanlagt cirka sex år som präst på olika tjänster i Uppland, i Övergran, Faringe och Blidö. Därefter flyttade han till Uppsala.

### Familj
Carl Axel Hägglund gifte sig år 1882 med Sofia Trotzig. Tillsammans fick de sex barn, bland andra riksgäldssekreteraren John Hägglund.
Han är gravsatt på Norra begravningsplatsen i Östersund.